# Villeneuve-de-Marc
Villeneuve-de-Marc ist eine französische Gemeinde mit 1.162 Einwohnern (Stand: 1. Januar 2022) im Département Isère in der Region Auvergne-Rhône-Alpes. Sie gehört zum Arrondissement Vienne und zum Kanton Bièvre. Die Einwohner werden Villeneuvois genannt.

## Geographie
Die Gemeinde Villeneuve-de-Marc liegt 17 Kilometer ostsüdöstlich von Vienne. Der Fluss Gère fließt durch die Gemeinde, im Süden bildet die Varèze die Gemeindegrenze. Umgeben wird Villeneuve-de-Marc von den Nachbargemeinden Royas im Norden, Saint-Jean-de-Bournay im Nordosten, Lieudieu im Osten, Porte-des-Bonnevaux mit Arzay im Südosten, Bossieu im Südosten und Süden, Saint-Julien-de-l’Herms im Süden und Südwesten, Meyssiez im Westen sowie Savas-Mépin im Nordwesten.

## Bevölkerungsentwicklung
| Jahr                       | 1962 | 1968 | 1975 | 1982 | 1990 | 1999 | 2010 | 2021 |
| -------------------------- | ---- | ---- | ---- | ---- | ---- | ---- | ---- | ---- |
| Einwohner                  | 733  | 740  | 701  | 782  | 777  | 881  | 1141 | 1161 |
| Quellen: Cassini und INSEE |      |      |      |      |      |      |      |      |

## Kultur und Sehenswürdigkeiten
- ehemaliges Kloster Bonnevaux
- Kirche Saint-Laurent
- Burg aus dem 11. Jahrhundert

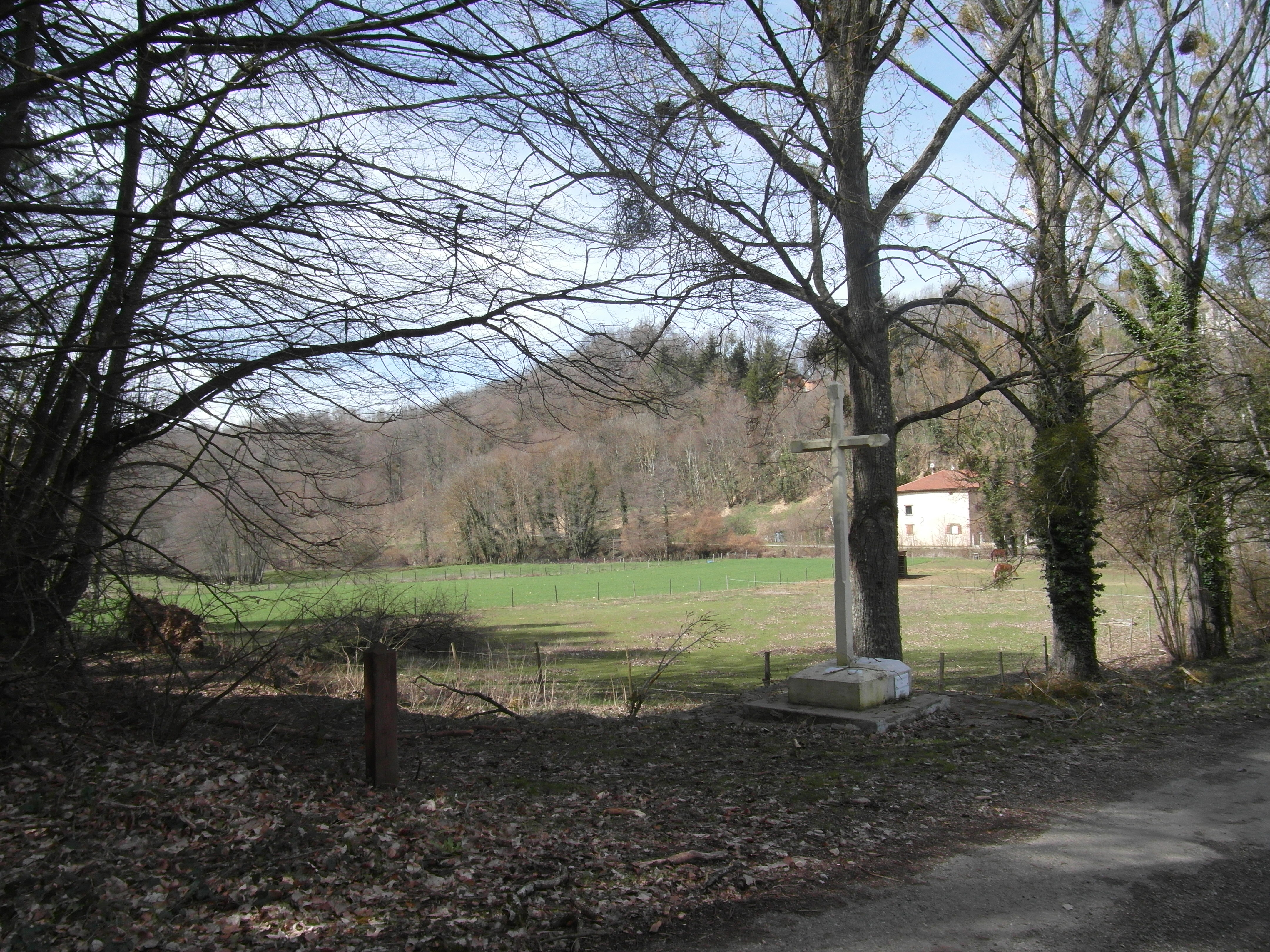
Platz des ehemaligen Klosters Bonnevaux
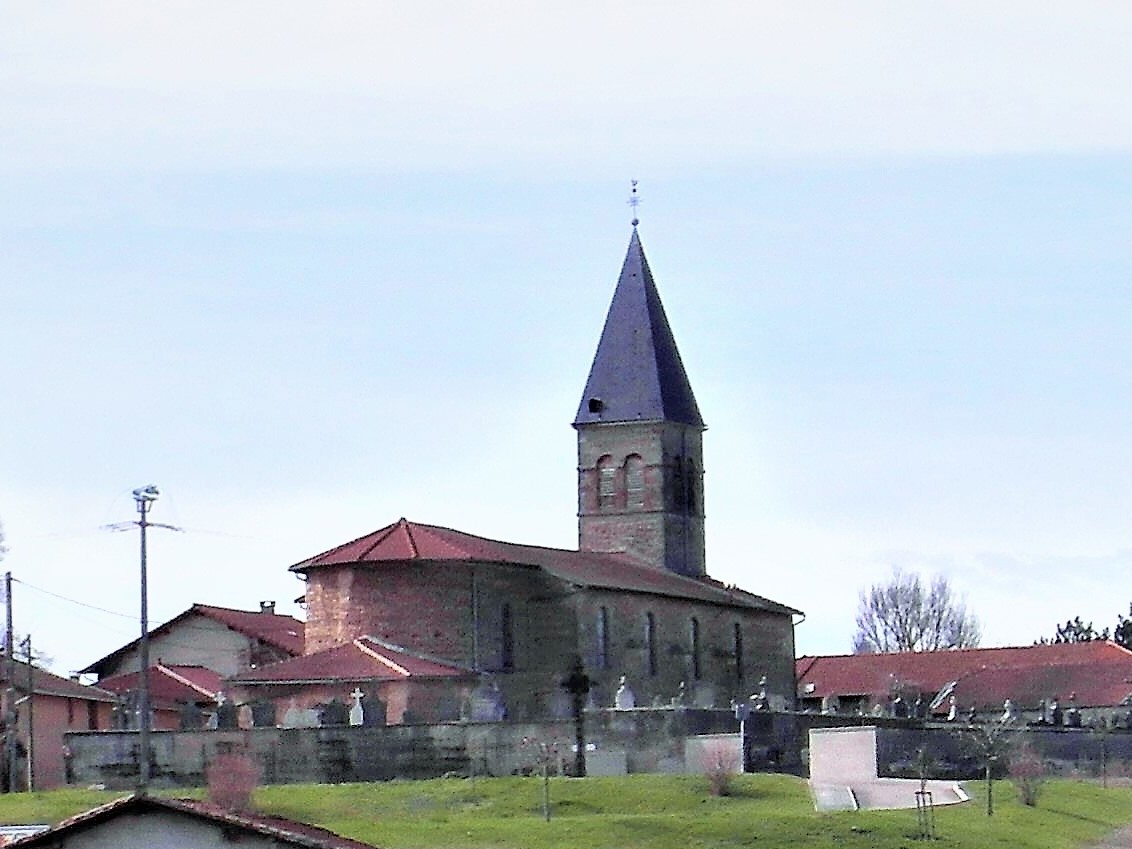
Kirche Saint-Laurent
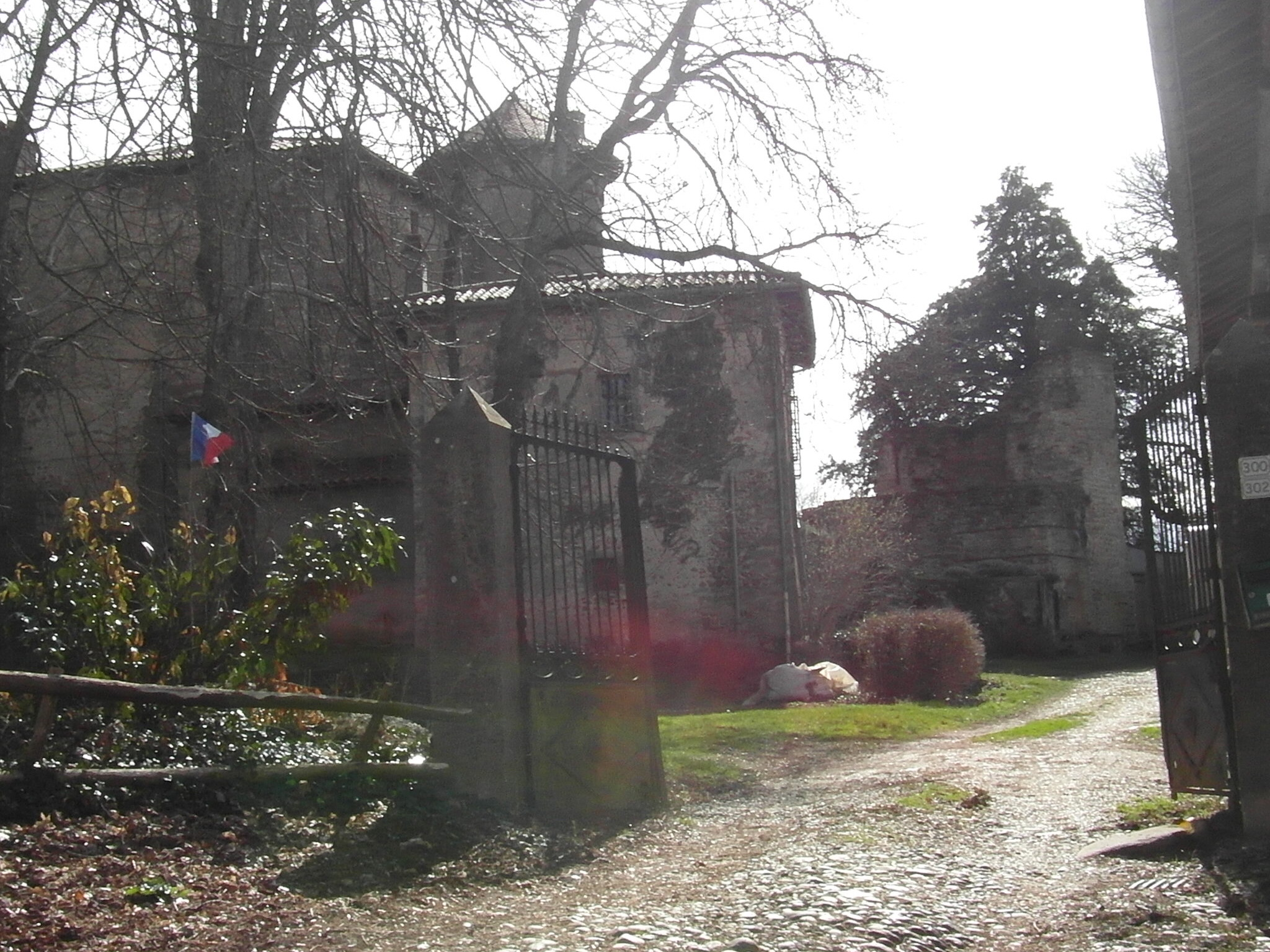
Burg

## Persönlichkeiten
- Grégoire Sorel (1739–1825), Kartäuser